# Polvo
Polvo är en indie/noiserock-grupp från Chapel Hill, North Carolina, USA. Bandet bestod ursprungligen av sångaren/gitarristen Ash Bowie, gitarristen Dave Brylawski, trummisen Eddie Watkins och basisten Steve Popson. Watkins lämnade bandet 1996 och ersattes av Brian Walsby. 1998 upphörde bandets verksamhet och medlemmarna ägnade sig åt andra projekt, men 2008 återbildades bandet med Brian Quast som ny trummis.
Eddie Watkins avled 24 april 2016, 47 år gammal.

## Diskografi

### Album
- Cor-Crane Secret LP/CD (Merge, 1992)
- Today's Active Lifestyles LP/CD (Merge, 1993)
- Exploded Drawing CD/2xLP (Touch & Go, 1996)
- Shapes LP/CD (Touch & Go, 1997)
- In Prism LP/CD (Merge, 2009)
- Siberia LP/CD (Merge, 2013)

### EP
- Celebrate the New Dark Age (Touch & Go, 1994)
- Polvo CD (återsläpp av "Can I Ride" (Jesus Christ, 1995)
- This Eclipse CD EP (Merge, 1995)
- Heavy Detour 7" (Merge, 2011)

### Singlar
- Can I Ride 2x7" (Kitchen Puff, 1990)
- Vibracobra 7" (Rockville, 1991)
- El Cid 7" (delad med Erectus Monotone; Merge, 1992)
- Tilebreaker 7" (Merge, 1993)
- Two Fists / All The Cliches Under Broadway 7" (delad med New Radiant Storm King; Penny Farthing Records, 1994)

### Samlingsalbum
- Mexican Radio
- Watch The Nail (Merge Records, 1994)